# Diocèse de Rafaela

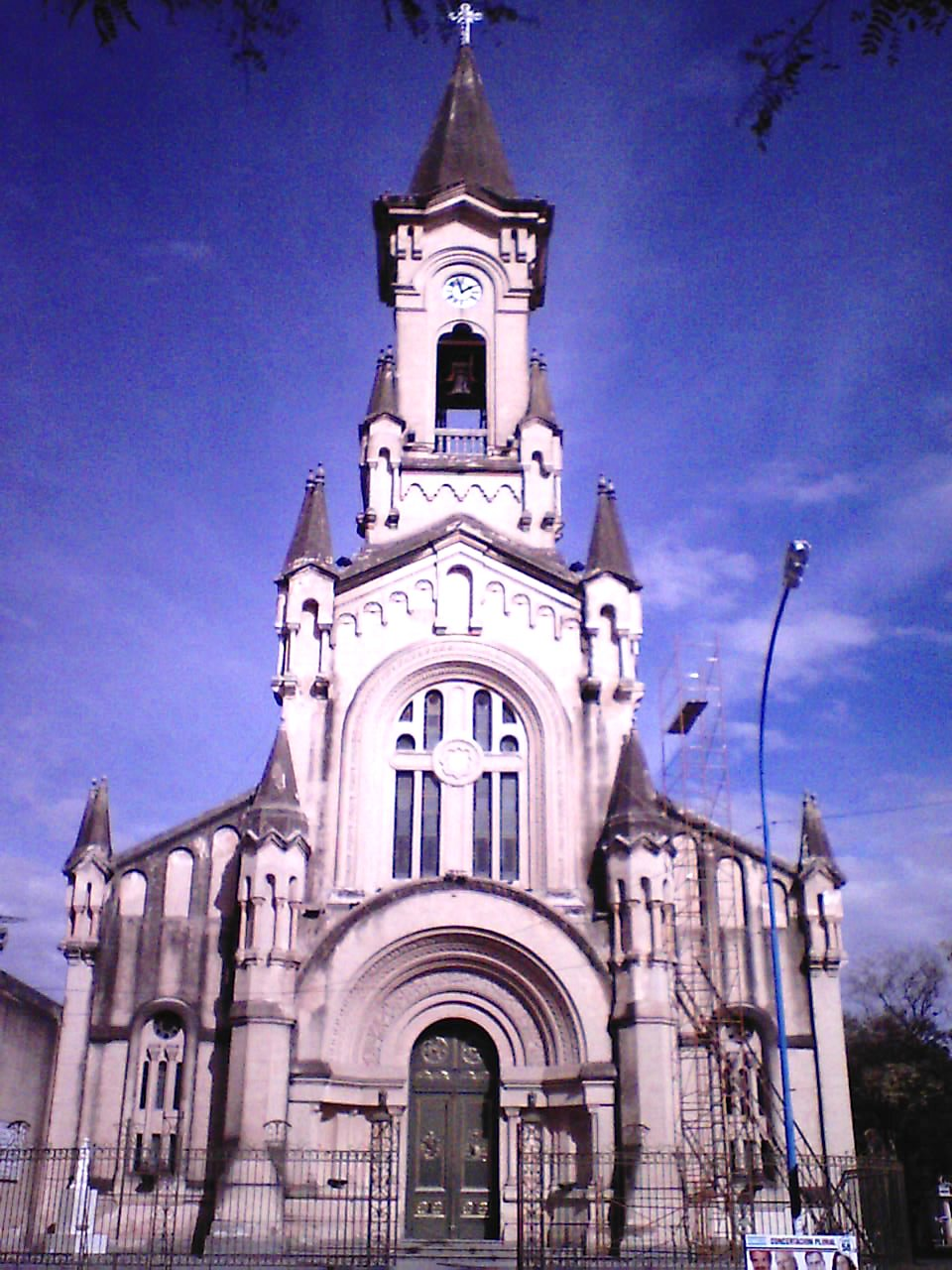
La diocèse de Rafaela

Le diocèse de Rafaela (en latin : Dioecesis Raphaëliensis ; en espagnol : Diócesis de Rafaela) est un diocèse de l'Église catholique en Argentine, suffragant de l'archidiocèse de Santa Fe de la Vera Cruz.

## Territoire
Il comprend trois départements de la province de Santa Fe : Castellanos, Nueve de Julio et San Cristóbal.
Il possède un territoire d'une superficie de 38 320 km2 divisé en 31 paroisses. Le siège épiscopal est dans la ville de Rafaela où se trouve la cathédrale Saint-Raphaël (it).

## Historique
Le diocèse est érigé le 10 avril 1961 par la constitution apostolique Cum Venerabilis du pape Jean XXIII en prenant une partie des territoires du diocèse de Reconquista et de l'archidiocèse de Santa Fe. Rafaela est nommé suffragant de ce dernier.

## Évêques
- Vicente Faustino Zazpe (12 juin 1961 - 3 août 1968), nommé archevêque coadjuteur de Santa Fe
- Antonio Alfredo Brasca (30 décembre 1968 - 26 juin 1976)
- Alcides Jorge Pedro Casaretto (28 décembre 1976 - 14 mars 1983), nommé évêque coadjuteur de San Isidro
- Héctor Gabino Romero (7 janvier 1984 - 23 mai 1999)
- Carlos María Franzini (29 avril 2000 - 10 novembre 2012), nommé archevêque de Mendoza
- Luis Alberto Fernández Alara (10 septembre 2013 - 11 novembre 2022)
- Pedro Javier Torres, depuis le 11 novembre 2022